# Taumatawhakatangihangakoauauotamateaturipukakapikimaungahoronukupokaiwhenuakitanatahu
Taumatawhakatangihangakoauauotamateaturipukakapikimaungahoronukupokaiwhenuakitanatahu là tên trong tiếng Māori của một ngọn đồi cao 305 m gần Porangahau thuộc phía nam vùng Hawke's Bay, New Zealand.

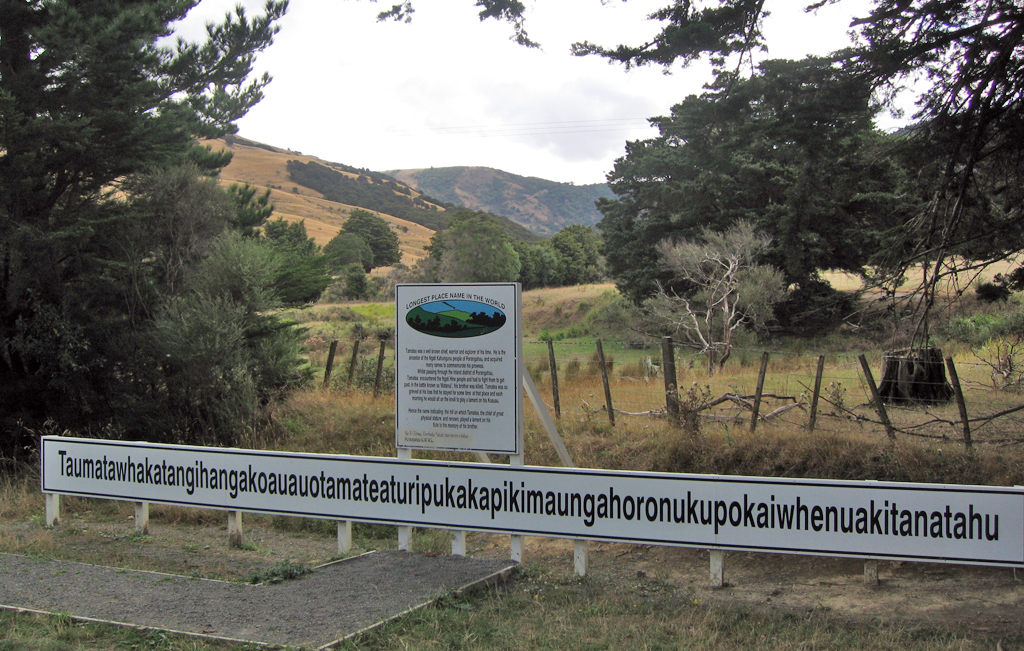
Biển tên của khu vực

Vì tên chính thức quá dài nên người ta thường gọi địa danh này bằng cái tên rút gọn Taumata. Taumata thường được coi là địa danh có tên dài nhất trong cộng đồng các quốc gia nói tiếng Anh. Taumata đã được đề cập tới trong một số bài hát.

## Ý nghĩa
Tên của ngọn đồi này có nghĩa là "Đỉnh núi nơi Tamatea, người đàn ông có đầu gối lớn, người leo núi, người du hành, đã thổi sáo mũi cho người ông yêu." Với 85 chữ cái, Taumata đã được Sách Kỷ lục Guinness ghi nhận là địa danh dài nhất thế giới.
Tamatea-pōkai-whenua (Tamatea người khai phá đất đai) là cha của Kahungunu, tổ tiên của người Māori Ngāti Kahungunu. Những câu chuyện về các cuộc khai phá đất đai của Tamatea không chỉ được nhắc tới trong truyền thuyết của người Ngāti Kahungunu, mà còn xuất hiện trong các cộng đồng Māori khác ở Northland, theo đó ông được coi là người đã khai phá các cảng Hokianga và Kaipara. Theo truyền thuyết tồn tại ở vùng Bay of Plenty thì Tamatea có một đứa con là Ranginui, tổ tiên của người Ngāti Ranginui tại Tauranga. Sông và đầm lầy Ōtamatea được đặt tên theo tên của ông, Tamatea còn là tên của một địa danh ở Napier.

## Phiên bản khác
Cơ sở dữ liệu tên gọi địa lý New Zealand (New Zealand Geographic Placenames Database) do Sở thông tin địa chính New Zealand (Land Information New Zealand) ghi nhận địa danh này là Taumatawhakatangihangakoauauotamateapokaiwhenuakitanatahu, một ngọn đồi ở 40,3480 N, 176,5321 Đ. Taumata còn có một số phiên bản tên khác còn dài hơn 85 chữ cái, ví dụ Taumatawhakatangihangakoauauotamateaurehaeaturipukakapikimaungahoronukupokaiwhenuakitanatahu với 92 chữ cái hay Taumata-whakatangihanga-koauau-o-Tamatea-haumai-tawhiti-ure-haea-turi-pukaka-piki-maunga-horo-nuku-pokai-whenua-ki-tana-tahu với 105 chữ cái.